# 清水賢治
清水 賢治（しみず けんじ、1961年〈昭和36年〉1月3日 - ）は、日本の実業家、アニメプロデューサー。株式会社フジ・メディア・ホールディングス代表取締役社長、株式会社フジテレビジョン代表取締役社長。
株式会社産業経済新聞社非常勤取締役、関西テレビ放送株式会社非常勤取締役、東海テレビ放送株式会社非常勤取締役、株式会社テレビ西日本非常勤取締役、東映アニメーション株式会社非常勤取締役、伊藤忠・フジ・パートナーズ株式会社代表取締役、株式会社WOWOW非常勤取締役などを務めている。

## 略歴
東京都出身。慶應義塾高等学校、1983年慶應義塾大学法学部卒業後、フジテレビジョン入社。以来編成畑を歩み、テレビプロデューサー、映画プロデューサー、編成部副部長、スカパー・ウェルシンク取締役部長、フジテレビジョン映画事業局映画制作部長などを歴任。『Dr.スランプ アラレちゃん』『ドラゴンボール』『ちびまる子ちゃん』など多数の大ヒットアニメをプロデュースし、ドラマでも『世にも奇妙な物語』などを手がけ成功を収めた。他にもJOCX-TV2枠での深夜番組のプロデュースにも多く参加していた。
出向先であったスカパー・ウェルシンクでも数々のアニメ番組やドラマの企画に携わり、特に『地獄少女』のテレビ局の垣根を越えた製作手法は高く評価された。1970年代の別所孝治、1980年代の岡正と並んで日本のアニメを牽引してきた。2010年代にはドラゴンボール改、ゲゲゲの鬼太郎などを松崎容子らに引き継ぎ第一線を退いているが、暗殺教室などのプロデュース・製作に携わっており、フジテレビ・アニメ史を語る上では欠かせない人物である。
2009年6月26日よりフジテレビジョン経営企画局経営企画室長。2012年6月28日より総合メディア開発 メディア推進局長に着任。2013年6月27日より総合開発局長。2014年6月27日よりフジテレビジョン執行役員総合開発局長。2017年7月よりフジテレビジョン執行役員常務経営企画局長。2018年10月をもってサテライト・サービスの社長を退任。同社監査役。2019年6月よりフジ・メディア・ホールディングスおよびフジテレビジョン取締役。2020年6月よりフジテレビジョン執行役員。2021年6月より常務取締役。2022年6月1日より専務取締役。2024年6月、東京都内で行われた声優TARAKOのお別れ会「TARAちゃん ありがとうの会 ～たいせつなきみへ」では、ちびまる子ちゃんの初代プロデューサーとして弔辞を述べた。
2025年1月28日、中居正広・フジテレビ問題を巡りフジテレビ社長を引責辞任した港浩一の後を受けて第14代同社社長に就任。2025年6月25日、株主総会での決議に基づき、親会社のフジ・メディア・ホールディングス社長を兼任。

## 担当作品
2025年4月現在で判明している番組である。1980年代から多くのフジテレビのアニメ・ドラマのプロデュース・企画に携わっており、未だに判明していない番組もある。

### アニメ
映画を含む企画・プロデュース・製作作品（五十音順）
- 蒼き伝説シュート!
- アストロボーイ・鉄腕アトム
- 暗殺教室
  - 劇場版 暗殺教室 365日の時間
  - 殺せんせーQ!
- あんみつ姫
- おそ松くん（第2作）
  - おそ松くん スイカの星からこんにちはザンス！
- おれは直角
- 学校の怪談
- かりあげクン
- キテレツ大百科
- 劇場版 金色のガッシュベル!! GASH BELL 101番目の魔物
- 空想科学世界ガリバーボーイ
- クマのプー太郎
- ゲゲゲの鬼太郎（第3作）・（第4作）
- ゲゲゲの鬼太郎 (1985年の映画)
- 剣之介さま
- 告白実行委員会〜恋愛シリーズ〜
  - ずっと前から好きでした。〜告白実行委員会〜
  - 好きになるその瞬間を。〜告白実行委員会〜
- 心が叫びたがってるんだ。
- こちら葛飾区亀有公園前派出所
  - こちら葛飾区亀有公園前派出所 THE MOVIE
  - こちら葛飾区亀有公園前派出所 THE MOVIE2 UFO襲来! トルネード大作戦!!
- 最終兵器彼女（劇場版）
- GTO
- すべてがFになる
- 世界名作劇場
  - ピーターパンの冒険
  - 私のあしながおじさん
  - トラップ一家物語
  - 大草原の小さな天使 ブッシュベイビー
  - 若草物語 ナンとジョー先生
  - 七つの海のティコ
  - ロミオの青い空
  - 名犬ラッシー
  - 家なき子レミ
- 台風のノルダ
- ちびまる子ちゃん（第一期のみ）
  - ちびまる子ちゃん わたしの好きな歌
- ツヨシしっかりしなさい
  - ツヨシしっかりしなさい（劇場版）
- どっきりドクター
- Dr.スランプ アラレちゃん（198話以降）
  - 帰って来たDr.スランプ アラレちゃんスペシャル
  - Dr.スランプアラレちゃん‘92お正月スペシャル
- ドラゴンクエスト
- ドラゴンボール
- ドラゴンボールZ
  - ドラゴンボールZ 地球まるごと超決戦
  - ドラゴンボールZ 超サイヤ人だ孫悟空
  - ドラゴンボールZ とびっきりの最強対最強
  - ドラゴンボールZ 激突!!100億パワーの戦士たち
  - ドラゴンボールZ 極限バトル!!三大超サイヤ人
  - ドラゴンボールZ 燃えつきろ!!熱戦・烈戦・超激戦
  - ドラゴンボールZ 銀河ギリギリ!!ぶっちぎりの凄い奴
  - ドラゴンボールZ 危険なふたり!超戦士はねむれない
  - ドラゴンボールZ 超戦士撃破!!勝つのはオレだ
  - ドラゴンボールZ 復活のフュージョン!!悟空とベジータ
  - ドラゴンボールZ 龍拳爆発!!悟空がやらねば誰がやる
- ドラゴンボールGT
  - ドラゴンボール 最強への道
- NINKU -忍空-
  - NINKU -忍空-（劇場版）
- のらくろクン
- ハーモニー（映画）
- 花さか天使テンテンくん
- HUNTER×HUNTER
- バトルファイターズ 餓狼伝説
- ひみつのアッコちゃん（第2作・第3作）
- Pink みずドロボウあめドロボウ
- 平成天才バカボン
- パラッパラッパー
- まじかるハット
- まぼろしまぼちゃん
- 丸出だめ夫
- みどりのマキバオー
- 名門!第三野球部
- 幽☆遊☆白書
  - 幽☆遊☆白書（劇場版）
- 夜明け告げるルーのうた
- 夜は短し歩けよ乙女
- ラーゼフォン 多元変奏曲
- るろうに剣心 -明治剣客浪漫譚- 維新志士への鎮魂歌
- ONE PIECE（劇場版のみ）
  - ONE PIECE エピソードオブアラバスタ 砂漠の王女と海賊たち（劇場版）
  - ONE PIECE THE MOVIE エピソードオブチョッパー+冬に咲く、奇跡の桜（劇場版）

### ドラマ
映画を含む（五十音順）
- 渥美清のああ、青春日記
- あなただけ見えない
- アンフェア the movie
- 板橋マダムス
- 美味しんぼ（唐沢寿明版）
- 大奥（2006年映画）
- 乙女学園すみれ寮
- お水の花道
- 顔
- キモチいい恋したい!
- 金曜エンタテイメント・おだまりコンビシリーズ
- 銀色のシーズン
- クルクルくりん
- ゲゲゲの鬼太郎 千年呪い歌
- ゴメンドーかけます
- 「the TEAM NACS perfect show」〜なんでこんな時に〜
- ザ・マジックアワー
- ショムニ
- スイッチガール!!
- それでもボクはやってない
- チャンス!
- TVオバケてれもんじゃ
- どっきり双子先生・乙女学園男子部
- ナオミ
- NIN×NIN 忍者ハットリくん THE MOVIE
- 走れ公務員!
- ハッピーマニア
- バブルへGO!! タイムマシンはドラム式
- HERO（2007年映画）
- ヘイ!あがり一丁
- ホームレス中学生
- 胸さわぎの放課後 2
- もう誰も愛さない
- 容疑者Xの献身
- 世にも奇妙な物語
- リング〜最終章〜
- わがままな女たち
- 悪いこと

スカパー・ウェルシンク#主な制作・出資参加コンテンツも参照。